# Oscar da Silva (Pianist)
Óscar da Silva Corrège Araújo (* 21. April 1870 in Paranhos, Stadtgemeinde von Porto; † 6. März 1958 in Leça da Palmeira) war ein portugiesischer Pianist, Komponist der Romantik und Musikpädagoge.

## Leben und Werk
Oscar da Silva studierte zunächst ab 1881 am Konservatorium in Lissabon (heute ESTC). 1891 trat er erstmals öffentlich als Pianist auf. 1892 gewann er ein Stipendium von Königin Amélia, reiste nach Deutschland und setzte seine Studien am Leipziger Konservatorium bei Carl Reinecke und bei Clara Schumann in Frankfurt am Main fort. Er kehrte nach Portugal zurück und ließ sich 1910 in Leça da Palmeira nieder. Er wirkte als Klavierlehrer in Porto. Er unternahm mehrere Konzertreisen in die Vereinigten Staaten, nach Brasilien, Südafrika und Ägypten. Von 1932 bis 1952 lebte er in Rio de Janeiro. Anschließend kehrte er über Lissabon nach Leça da Palmeira zurück. Oscar da Silvas musikalische Interpretationen zeichneten sich immer durch eine hohe künstlerische Aufrichtigkeit aus. Er galt als ausgezeichneter Interpret der Werke von Frédéric Chopin und Robert Schumann.
Oscar da Silva schrieb die Oper Dona Mecia (Lissabon 1901), die symphonische Dichtung Alma crucifada, zwei Streichquartette, ein Klavierquartett, viele Klavierstücke und Lieder.
Oscar da Silva wurde mehrfach für sein musikalisches Wirken geehrt. Er erhielt den Jakobs-Orden, die Goldmedaille und die Medaille für künstlerische Verdienste der Stadt Porto. Neben nach ihm benannten Straßen gibt es in Matosinhos eine Oscar-da-Silva-Musikschule.